# Eugen Schmidt
Eugen Schmidt (Kopenhagen, 17 februari 1862 – Aalborg, 7 oktober 1931) was een Deens atleet en sportbestuurder. 
Schmidt won met een gecombineerd Deens-Zweeds team op Olympische Zomerspelen van 1900 in Parijs een gouden medaille bij het touwtrekken door in de finale Frankrijk te verslaan. Oorspronkelijk was het niet de bedoeling dat hij zou deelnemen en enkel aanwezig was als leider van het Deense team. Maar door blessures besloot hij om bij het team toe te voegen. Teamgenoten van hem waren de Denen Charles Winckler en Edgar Aabye en daarnaast de Zweden August Nilsson, Gustaf Söderström en Karl Gustaf Staaf. Hij had eveneens deelgenomen aan de Olympische Zomerspelen van 1896 in Athene, waar hij startte bij de 100 en 200 meter sprint. Bij de Olympische Zomerspelen van 1912 in Stockholm was hij teamleider.
Naast actief sporter was Schmidt actief sportbestuurder. Zo was hij oprichter van de Deense sportfederatie Danske Idrætts Førbund - Olympisk Komite, enkele golf-, roei-, tennis-, gymnastiek en schermverenigingen. Bij sommige van deze verenigingen bekleedde hij bestuursfuncties. Tevens schreef hij diverse artikelen voor bladen.
Voor zijn werkzaamheden werd hij onderscheiden als ridder van Orde van de Dannebrog.
1900: Aabye, Schmidt, Winckler, Nilsson, Söderström, Staaf ·
1904: Olson, Johnson, Seiling, Magnusson, Flanagan ·
1908: Barrett, Goodfellow, Humphreys, Hirons, Ireton, Merriman, Mills, Shepherd ·
1912: Andersson, Bergman, Edman, Fredriksson, Gustafsson, Jonsson, Larsson, Lindström ·
1920: Canning, Holmes, Humphreys, Mills, Sewell, Shepherd, Stiff, Thorn